# 42485 Stendhal
42485 Stendhal è un asteroide della fascia principale. Scoperto nel 1991, presenta un'orbita caratterizzata da un semiasse maggiore pari a 2,3110954 UA e da un'eccentricità di 0,2227234, inclinata di 1,67881° rispetto all'eclittica.
L'asteroide era stato inizialmente battezzato 42485 Stendahl per poi essere corretto nella denominazione attuale.
L'asteroide è dedicato all'omonimo scrittore francese.